# مليحة الأولى (جهاد)
مليحة الأولى (بالفارسية: ملیحه یک) هي قرية تقع في إيران في قسم جهاد الريفي. يقدر عدد سكانها بـ 63 نسمة بحسب إحصاء 2016.